# 克兰茨贝格
克兰茨贝格是德国巴伐利亚州的一个市镇。总面积39.51平方公里，总人口4005人，其中男性2033人，女性1972人（2011年12月31日），人口密度101人/平方公里。